# Keith Jarrett
Keith Jarrett (født 8. maj 1945 i Allentown, Pennsylvania) er en amerikansk jazzpianist.
Jarretts spil kendetegnes særligt af soloimprovisationer som kendetegnes af elementer ikke bare fra jazz men også fra andre musikformer, særligt klassisk musik, gospel, blues og etnisk musik fra mange kilder. Improvisationerne dokumenteres i de usædvanligt omfangsrige liveindspillinger (for eksempel The Köln Concert, Bremen/Lausanne, The Sun Bear Concerts).
Han debuterede i 1965 sammen med Art Blakeys Jazz Messengers. I den følgende tid spillede han i Charles Lloyd quartet hvor han traf Jack DeJohnette som senere blev en fast musikalsk partner. Efter at Charles Lloyd quartet blev opløst spillede han en tid med Miles Davis.
Fra 1971 til 1976 spillede han sammen med Dewey Redman, Charlie Haden og Paul Motian i «The American Quartet», og med Jan Garbarek, Palle Danielsson og Jon Christensen i The European Quartet. I 1983 dannede han en trio sammen med Gary Peacock og Jack DeJohnette.
Jarrett blev i februar 2018 ramt af et slagtilfælde og atter et i maj 2018, hvilket har medført delvise lammelser, hvorfor han ikke længere kan spille med sin venstre hånd. Efter slagtilfældene har han ikke optrådt eller indspillet.